# Rahimjar Khan
Rahimjar Khan (urdu: رحیم یار خان) – miasto w środkowym Pakistanie, w prowincji Pendżab, w dolinie Indusu, w pobliżu granicy z Indiami. W 2007 roku liczył 320,5 tys. mieszkańców.